# Черномырдинки

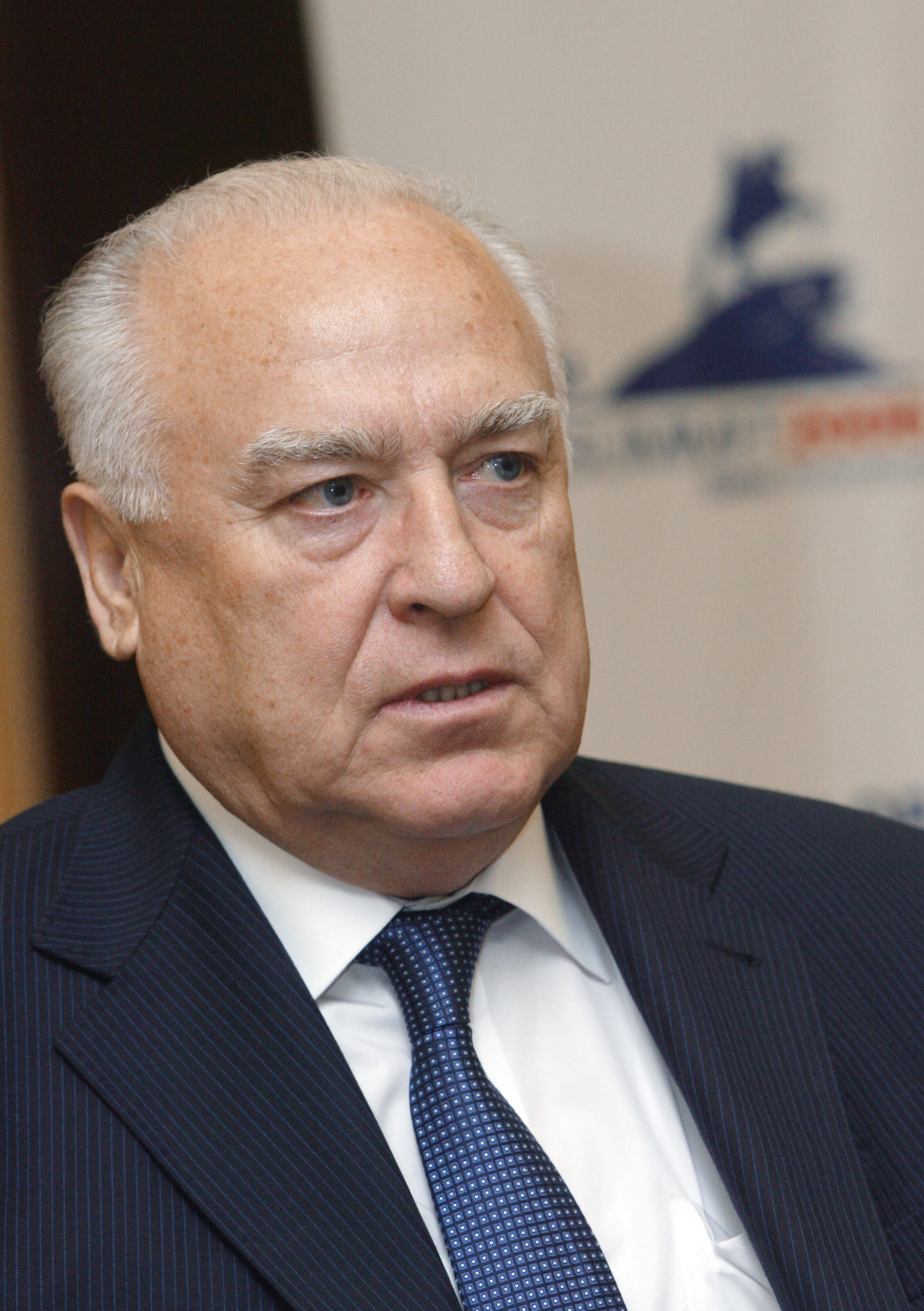
Виктор Степанович Черномырдин

Черномы́рдинки — речевые обороты российского политика и государственного деятеля Виктора Степановича Черномырдина, которые стали афоризмами. Иногда встречается такое обозначение для афоризмов Черномырдина, как «черномырди́зм».

## Значение
Вершина политической карьеры Черномырдина пришлась на период глубоких изменений в сфере российских политических связей, когда государственные деятели отказывались от клишированного языка советских руководителей. Это привело к появлению целого ряда ярких речевых индивидуальностей, среди которых важное место занимал Черномырдин. Лингвист Максим Кронгауз отмечает, что самой главной фразой политика является «Хотели как лучше, а получилось как всегда».
Афоризмы Черномырдина, основанные на косноязычии, парадоксах и «проговаривании потаённого», создали ему репутацию «народного» политика. По мнению С. Новопрудского, черномырдинки являлись «диалогом народа и власти», а обломки чиновничьих штампов в речи премьера выглядели как развенчание государственной пропаганды. Как отмечает Д. Я. Травин, черномырдинки «отражали порой суть эпохи лучше, нежели толстые книги писателей и профессоров».
Культуролог Константин Душенко, автор справочника «Русские политические цитаты от Ленина до Ельцина» и ряда других изданий на подобную тему, считает, что всенародный успех черномырдинских афоризмов связан с их 100-процентной спонтанностью и неповторимостью. «Черномырдин говорит как герои Островского — вроде бы неправильно и не по делу, но интересно, ярко». В своём интервью Константин Душенко отметил, что высказывания Черномырдина составляют большую часть его книги «Зернистые мысли наших политиков», выдержавшей ряд переизданий.
Изречения неоднократно издавались, были переведены на украинский язык.
Таблички с крылатыми фразами В. С. Черномырдина расставлены по скверу памяти Виктора Черномырдина, открытому 6 июля 2018 года возле памятника В. С. Черномырдину напротив здания заводоуправления Оренбургского газоперерабатывающего завода.

## Известные примеры
- В харизме надо родиться[13][14].
- Весь мир сейчас идёт наоборот.
- Вы думаете, нам далеко легко? Нет! Нам далеко нелегко![15]
- Если я еврей — чего я буду стесняться! Я, правда, не еврей.
- Есть ещё время сохранить лицо. Потом придётся сохранять другие части тела[14][16].
- Здесь вам не тут![14]
- Кто говорит, что правительство сидит на мешке с деньгами? Мы мужики и знаем, на чём сидим[17].
- Курс — он у нас один — правильный[17][18].
- Лучше водки — хуже нет![19]
- Много говорить не буду, а то опять чего-нибудь скажу[20].
- Моя жизнь прошла в атмосфере нефти и газа[21].
- Мы выполнили все пункты: от А до Б[15][22].
- Мы не можем идти вперёд с головой, повёрнутой назад или вбок! Не получится! Ни у кого не получится![14][23]
- Мы никуда не вступаем, да нам и нельзя вступать. Как начнём вступать, так обязательно на что-нибудь наступим[24].
- Мы ещё так будем жить, что нам внуки и правнуки завидовать будут[25].
- Мы хотели как лучше, а получилось как всегда[26].
- На любом языке я умею говорить со всеми, но этим инструментом я стараюсь не пользоваться[27].
- Нам нужен рынок, а не базар![28] («Шли к рынку, а пришли к базару»)
- Не обижайся, дорогой… Мои залысины от того, что больно ты их долго лизал![14]
- Нельзя запрягать телегу посреди лошади.
- Ну и что, что я обещал, я же не сделал.
- Отродясь такого не бывало, и опять то же самое[21] (получило распространение в виде «Никогда такого не было, и вот опять»)
- Правительство — это не тот орган, где, как говорят, можно одним только языком[15][29].
- Принципы, которые были принципиальны, были непринципиальны[30].
- Сейчас историки пытаются преподнести, что в тысяча пятьсот каком-то году что-то там было. Да не было ничего![21]
- У кого руки чешутся? У кого чешутся — чешите в другом месте[31].
- Учителя и врачи тоже хотят есть. Практически каждый день![15]
- Что бы мы ни делали — получается одно и то же: либо КПСС, либо автомат Калашникова[17].
- Я далёк от мысли…

## «Россия — это континент»
«Россия — это континент» — утверждение Черномырдина, сделанное им в качестве посла Российской Федерации на Украине:

Россия — это континент, и нам нельзя тут нас упрекать в чём-то. А то нас одни отлучают от Европы, вот, и Европа объединяется и ведёт там какие-то разговоры. Российско-европейская часть — она больше всей Европы вместе взятая в разы! Чего это нас отлучают?! Европа — это наш дом, между прочим, а не тех, кто это пытается всё это создать и нагнетает. Бесполезно это.— Междометия // Итоги : журнал. — 2000. — № 46 (232) от 10 ноября.
Эта фраза была повторена 13 апреля 2006 года на международной конференции «Украина — Россия — ЕС» по поводу вступления России в ЕС.

Россия — это континент. Мы работаем как с Востоком, так и с Юго-востоком. Россия никуда не вступает, нам как-то неудобно куда-то вступать, ведь вступая, можно на что-то наступить. Просто необходимо развивать отношения, чтобы это удовлетворяло всех.
— Тарасюк: Россия и Украина — не конкуренты. Росбалт (13 апреля 2006). Дата обращения: 5 марта 2012. Архивировано 1 июня 2013 года.
Уточнение фразы самим Черномырдиным: «То и означает: Россия — шестой континент. Вы что, в школе не учились?».
На попытки возразить, что на одном континенте с Россией есть и другие страны, например, Китай, Черномырдин ответил: «А при чём здесь Китай? Китай — не континент».
Хотя некоторые журналисты иронизировали по этому поводу о новых географических открытиях Виктора Черномырдина, метафора эта отнюдь не нова — в частности, её использовал в своём интервью «Коммерсанту» в 1999 году президент Эстонии Леннарт Мери.